# Masato Seto
Masato Seto (瀬戸正人, Seto Masato), né en 1953, est un photographe japonais d'origine thaï.

## Biographie
Seto naît en 1953 à Udon Thani, Thaïlande, d'un père japonais et d'une mère vietnamienne Thai. La famille déménage en 1961 dans la préfecture de Fukushima  au Japon. Il étudie la photographie au Tōkyō Shashin Senmon Gakkō (東京写真専門学校), dont il est diplômé en 1973. Seto poursuit ses études auprès de Daidō Moriyama et devient assistant de Masahisa Fukase en 1978. En 1981 il se met à son compte.
Seto a travaillé sur divers projets photographiques. Le plus connu est peut-être Living Room, une exposition et un livre d'une série de portraits individuels et de groupe de résidents japonais et étrangers de Tokyo dans leurs maisons. Ce travail lui vaut de remporter l'édition 1995 du prix Ihei Kimura.
La première exposition individuelle de photographies de Seto a lieu dans son pays natal en 2008. L'exposition présente ses deux premières séries de photographies en couleurs Picnic et Binran. L'exposition est organisée par le commissaire Connelly La Mar avec le soutien de la Fondation du Japon en février  at H Gallery.
Yancey Richardson Gallery [www.yanceyrichardson.com] à New York City le représente maintenant sur le marché américain.

## Albums de Seto
- Bankoku, Hanoi 1982-1987 (バンコク、ハノイ 1982-1987?). ICP, 1989.  (ISBN 4-87198-784-1). Collection de photographies.
- Heya (部屋?) / Living Room Tokyo Tokyo : Shinchōsha, 1996.  (ISBN 4-10-413101-6). Collection de photographies.
- Silent Mode'.' Tokyo : Mole, 1996. Collection de photographies.
- Tooi to Masato (トオイと正人?). Tokyo: Asahi Shinbunsha, 1998.  (ISBN 4-02-257265-5). Nouvelle édition sous le titre Ajia kazoku monagatari (アジア家族物語?). Tokyo : Kadokawa, 2002.  (ISBN 4-04-367601-8). Collection d'essais.
- Picnic. Place M, 2005.  (ISBN 4-901477-21-8).

### Sources
- (ja) Hayashida  (林田裕章?). Shashinka Seto Masato no jiden Tooi to Masato no butai (Udōntani-Tai) (写真家・瀬戸正人氏の自伝「トオイと正人」の舞台（ウドーンタニ＝タイ）?). Yomiuri Shinbun 9 mai 2005. Yomiuri Online.
- Ono, Philbert. Living Room, Tokyo - Heya. PhotoGuide Japan. Recension du livre.